# グランスノー奥伊吹
グランスノー奥伊吹（グランスノーおくいぶき）は、滋賀県米原市甲津原奥伊吹にあるスキー場である。奥伊吹観光が運営している。

## 概要
1970年（昭和45年）に開業。当初の名称は奥伊吹スキー場（おくいぶきスキーじょう）。2019年（平成31年・令和元年）に開業50周年を迎えるにあたり、同年名称を「グランスノー奥伊吹」に変更した。
関西最大級のゲレンデを公称しており、乗用車・鉄道ともにアクセスがよく、京阪神・中京圏からの日帰りスキーヤーが多いのも特徴となっている。2021年度（令和3年度）シーズンは、過去最多となる約24万5千人の来場者数を記録した。
スキー営業時以外のグリーンシーズンにはモーターパーク（サーキット、主にジムカーナ・ドリフト競技）を営業しており、コースは日本自動車連盟（JAF）の公認コースとなっている。なお、かつては宿泊施設を併設していたが、2014年（平成26年）に廃止して日帰り客に特化した営業戦略に転換している。

## コース
全14コースが設置されている。日本のスキー場では日本一となる46度の斜度を有するコースもある。現在のコースは以下のとおり。
| コース名             | 滑走距離 | 最大斜度 | 平均斜度 | レベル     |
| -------------------- | -------- | -------- | -------- | ---------- |
| ビギナーゲレンデ     | 200m     | 10度     | 10度     | 初級       |
| ファミリーゲレンデ   | 400m     | 13度     | 10度     | 初級       |
| バラエティーゲレンデ | 900m     | 20度     | 13度     | 初級       |
| パラダイスゲレンデ   | 650m     | 18度     | 13度     | 初級       |
| スカイビューコース   | 300m     | 20度     | 13度     | 初級       |
| ダイナミックコース   | 600m     | 25度     | 23度     | 中級       |
| テクニカルコース     | 700m     | 27度     | 24度     | 中級       |
| アルペンコース       | 600m     | 25度     | 18度     | 中級       |
| チャレンジコース     | 350m     | 30度     | 25度     | 中級       |
| 天狗岩コース         | 900m     | 30度     | 22度     | 中級       |
| モンブラン           | 500m     | 30度     | 25度     | 上級       |
| チャンピオンコース   | 500m     | 33度     | 30度     | 上級       |
| Heavenly46°          | 400m     | 46度     | 43度     | 上級       |
| キッズパーク         | 150m     | 8度      | 8度      | 子ども向け |

## リフト
全9基（クワッドリフト1本・トリプルリフト1本・ペアリフト7本）が設置されている。
2018年（平成30年）に日本最速となる高速リフトを導入した（翌年のシーズンから稼働）。メインゲレンデの「バラエティーゲレンデ」に設置されており、秒速5 mで約800 mの距離を約2分30秒で結んでいる。
また、2022年度（令和4年度）シーズンには全18か所のリフトのゲートに自動改札機をアジアで初めて導入している。

## 施設
各施設の詳細は、公式サイトの施設紹介を参照。
- センターハウス：フードコート（2階）を併設。
- フードパークピステ：2022年（令和4年）に約40年ぶりにレストランをリニューアルした[7][9][10]。
- 第1ロッジ
- レンタルハウス
- 駐車場：2700台（24時間駐車可能、有料）[1]

## 交通アクセス
自動車
- 名神高速道路 関ヶ原ICより約30分[1]。
- 北陸自動車道 米原IC[1]または長浜ICより約30分。

公共交通機関（鉄道）
下記の駅より無料のシャトルバスが運行されている（スキーシーズンのみ、乗車には予約が必要）。
- 東海旅客鉄道（JR東海）東海道本線 近江長岡駅よりシャトルバスで約30分[1]。
- 西日本旅客鉄道（JR西日本）・東海旅客鉄道（JR東海）・近江鉄道 米原駅（東口）よりシャトルバスで約55分（近江長岡駅経由）[9]。

## 奥伊吹観光株式会社

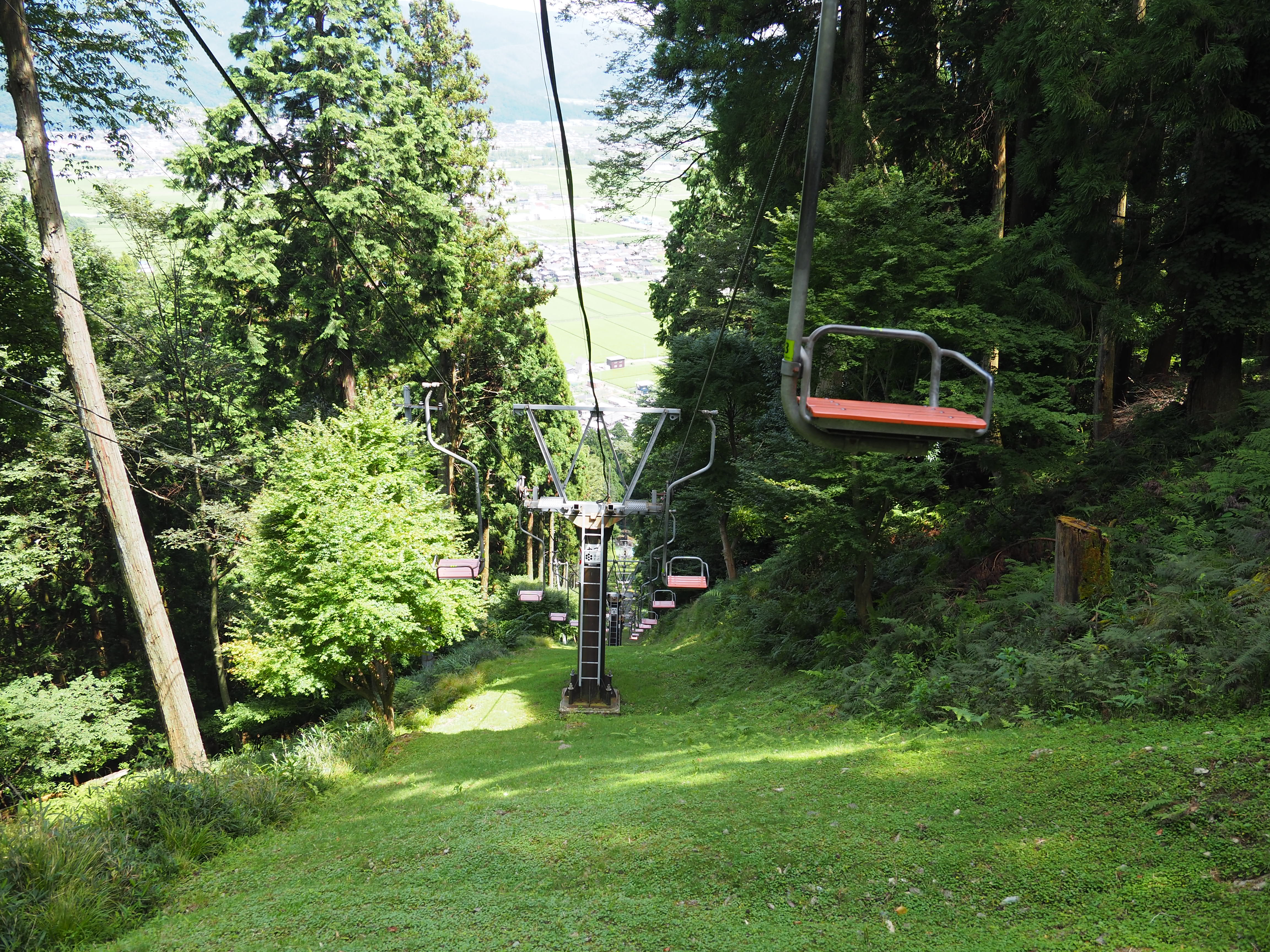
賤ヶ岳リフト

奥伊吹観光株式会社（おくいぶきかんこう）は、グランスノー奥伊吹（旧奥伊吹スキー場）の運営企業。スキー場所在地に本社を置いている。
2019年（令和元年）には、賤ヶ岳リフト（滋賀県長浜市木之本町）の運営を近江鉄道から譲渡。同年7月6日に運行を再開した。賤ヶ岳リフトについての詳細は公式サイトを参照。このほかの主な運営施設は以下のとおり（出資会社などが運営する施設も含む）。
- グリーンパーク山東（キャンプ場、滋賀県米原市池下）
- 奥伊吹水力発電所（小水力発電） - グランスノー奥伊吹敷地内に設置、奥伊吹水力発電合同会社（関西電力グループのKANSOテクノスとの共同出資）が運営[6][21][22]。関西電力送配電に売電している。
- 道の駅近江母の郷 - 奥伊吹観光をはじめとするコンソーシアム「奥伊吹SPC株式会社」が指定管理者として運営（詳細は当該項目を参照）。